# Solanum bicolor
Solanum bicolor är en potatisväxtart som beskrevs av Carl Ludwig von Willdenow, Johann Jakob Roemer och Schult.. Solanum bicolor ingår i släktet skattor som ingår i familjen potatisväxter. Inga underarter finns listade i Catalogue of Life.